# Thần kinh sống ngực XI
Thần kinh sống ngực XI (T11) là dây thần kinh sống thuộc đoạn ngực của tủy sống.
Thần kinh rời khỏi ống sống, thoát ra từ bờ trên đốt sống ngực XII (T12) hay bờ dưới đốt sống ngực XI (T11).